# シイノキカズラ

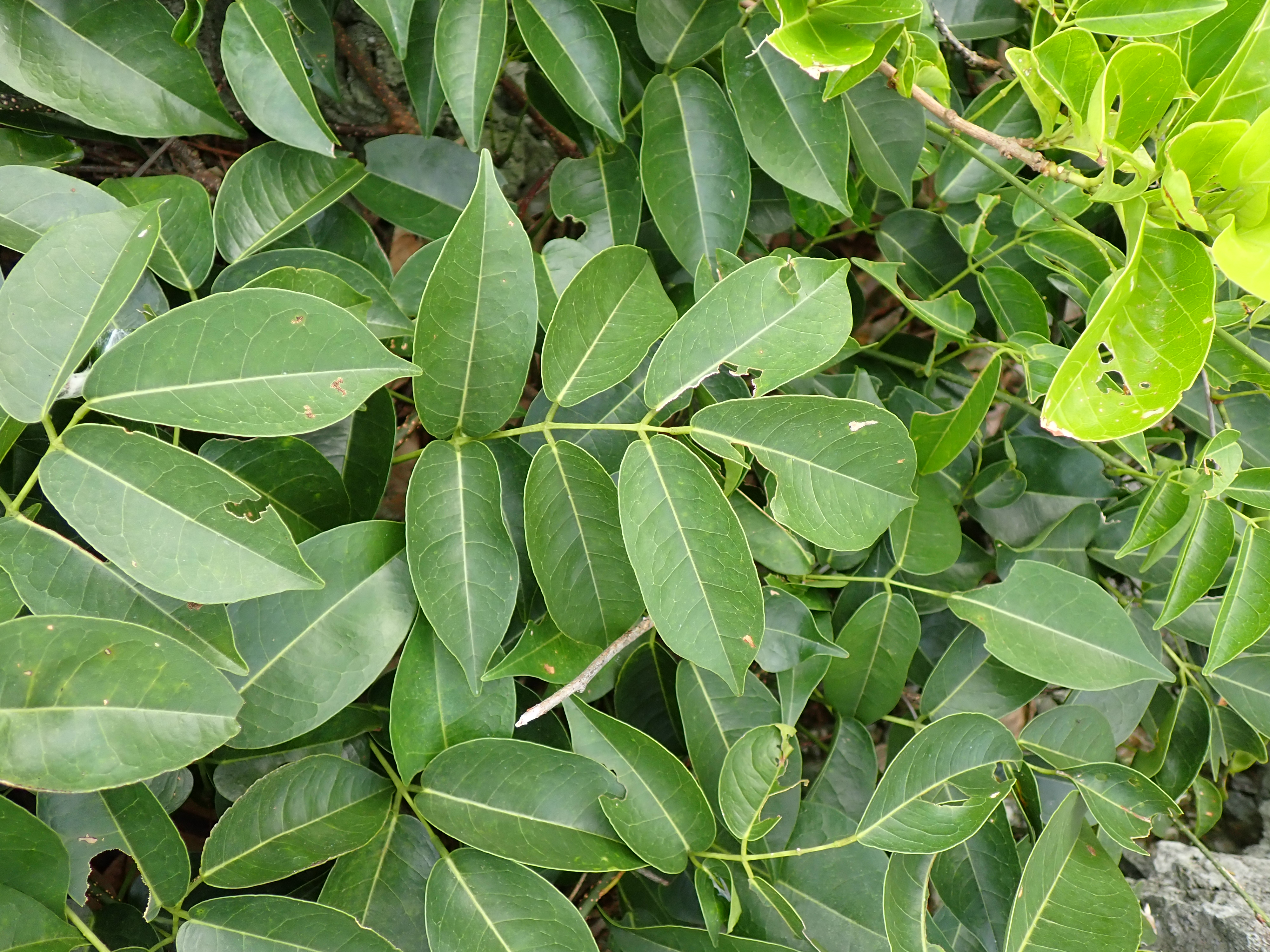
シイノキカズラの奇数羽状複葉

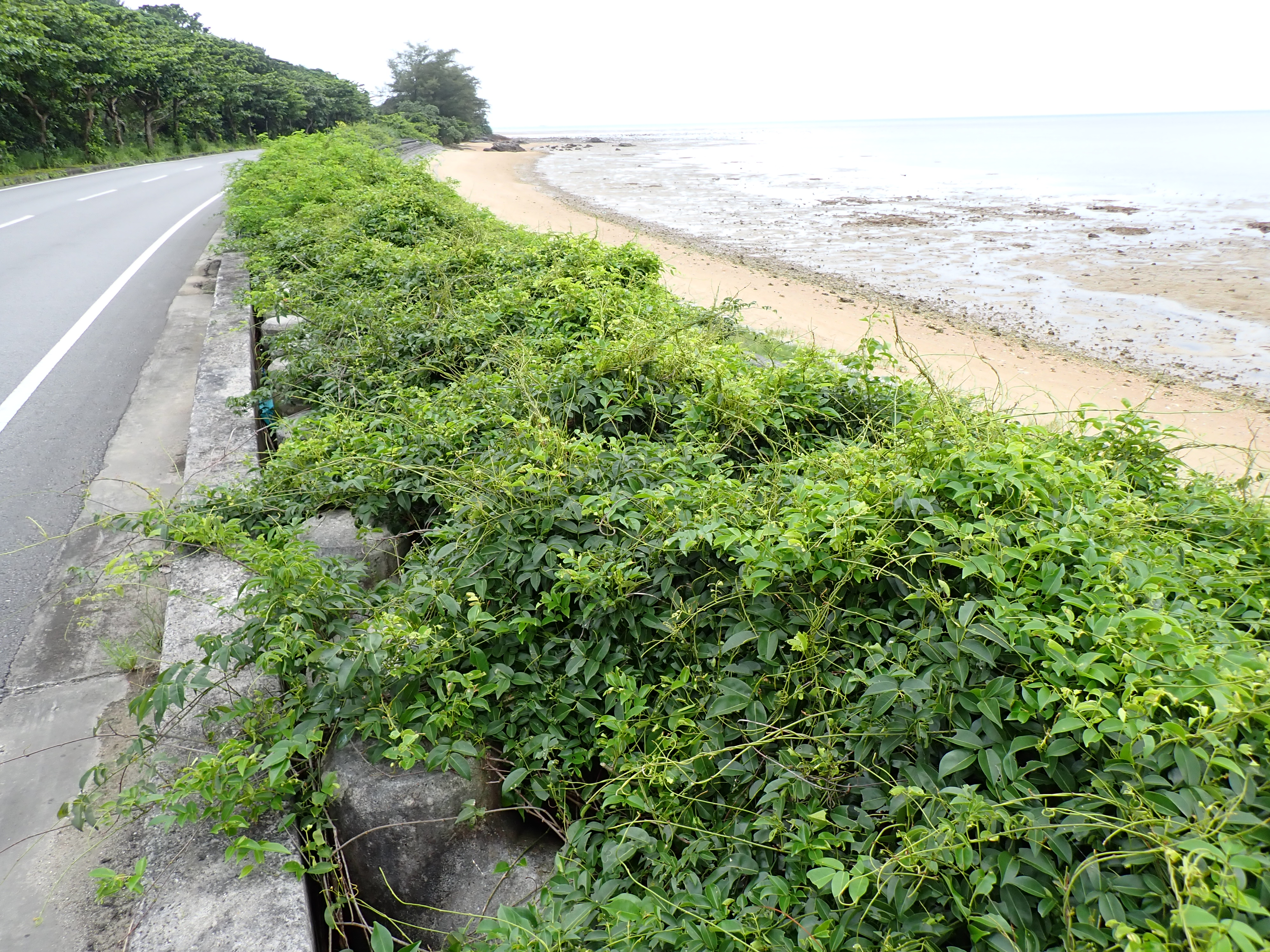
護岸ブロック上に生育するシイノキカズラ（沖縄県石垣市名蔵）

シイノキカズラ（別名ギョトウ、学名：Derris trifoliata）はマメ科シイノキカズラ属の常緑つる性木本。
和名は小葉がシイに似ることから付けられた。鹿児島県絶滅危惧II類。

## 特徴
茎は木の上を這うように伸び、長さ3–6 m。葉は奇数羽状複葉が互生する。小葉は5–7枚、全縁の長楕円状卵形で対生し、長さ4–9 cm、幅2–4 cm、濃緑色で光沢のある革質、先端は尾状に伸びて尖る。枝葉ともに無毛。
花は白色～薄紫色がかった蝶形花で長さ7–10 mm、総状～円錐状で長さ5–10 cmの花序につく。開花期は夏。豆果は長さ2.5–5 cmほど、ゆがんだ広楕円形で、表面に網目模様、融合線上に狭い翼がある。熟すと黒色になり、中に通常1個の種子を含む。豆果ごと海流散布される。

## 分布と生育環境
奄美大島以南の南西諸島。海外では台湾、中国南部、東南アジア、インド、オーストラリア北部、アフリカ東岸、マダガスカル、ポリネシアに産する。海岸林内や沿海地、マングローブ林縁に生育する。奄美群島では少ないが、八重山列島では道路沿いや山地林縁に比較的多い。

## 利用
結束用、縄類製作用。沖縄県宮古島市上野宮国では、旧盆伝統行事の大綱引きの綱の材料に本種を用いている。
この他、有毒のロテノイドを含むことから、かつては殺虫剤や魚毒に使われた。ロテノイドは殺虫・魚毒効果に加えオルニチンデカルボキシラーゼ（ODC）阻害活性も有することから、本種から抽出されたロテノイドの発癌予防活性について研究されている（Ito et al. 2004）。